# Отто Гансен
Отто Гансен (нім. Otto Hansen; 23 квітня 1918, Кіль — 25 лютого 1944, Норвезьке море) — німецький офіцер-підводник, оберлейтенант-цур-зее крігсмаріне.

## Біографія
3 квітня 1937 року вступив на флот. З червня по 4 вересня 1943 року — командир підводного човна U-269, на якому здійснив 1 похід (45 днів у морі), з 29 листопада 1943 року — U-601, на якому здійснив 3 походи (разом 54 дні в морі). 25 лютого 1944 року U-601 був потоплений глибинними бомбами британського летючого човна «Каталіна» північно-західніше Нарвіка. Всі члени екіпажу (51 особа) загинули.

## Звання
- Кандидат в офіцери (3 квітня 1937)
- Морський кадет (21 вересня 1937)
- Фенріх-цур-зее (1 травня 1938)
- Оберфенріх-цур-зее (1 липня 1939)
- Лейтенант-цур-зее (1 березня 1940)
- Оберлейтенант-цур-зее (1 вересня 1941)